# Берестовое (Двуречанский район)
Берестовое (укр. Берестове), село, 
Новоегоровский сельский совет, 
Двуречанский район, 
Харьковская область.
Код КОАТУУ — 6321883302. Население по переписи 2001 года составляет 198 (92/106 м/ж) человек.

## Географическое положение
Село Берестовое находится на одном из отрогов балки Колодная, в 2-х км от сёл Новоегоровка и Граково.
Рядом с селом протекает пересыхающий ручей на котором сделаны запруды.

## История
- 1900 - дата основания.

## Экономика
- В селе есть молочно-товарная ферма.